# غابرييل موسكاردو
غابرييل سيلفا موسكاردو دي ساليس (من مواليد 28 سبتمبر 2005)، المعروف باسم غابرييل موسكاردو، هو لاعب كرة قدم برازيلي محترف يلعب كلاعب خط وسط دفاعي لنادي باريس سان جيرمان.

## مسيرته مع النادي

### كورنثوس
ولد موسكاردو في توباتيه، وبدأ اللعب مع أتليتا سيداداو في عام 2015، وانضم إلى فريق شباب كورينثيانز في عام 2017. شارك في أول ظهور له مع الفريق الأول في 28 يونيو 2023، حيث شارك في الشوط الثاني بديل بدلاً من جوليانو في الفوز على أرضه 3-0 على ليفربول في كوبا ليبرتادوريس. خاض موسكاردو مباراته الأولى في الدرجة الأولى في 2 يوليو 2023، حيث شارك أساسياً في المباراة التي خسرها  1-0 على أرضه أمام ريد بول براجانتينو.

### باريس سان جيرمان
في 25 يناير 2024، وقّع موسكاردو عقدًا لمدة أربع سنوات ونصف مع نادي الدوري الفرنسي باريس سان جيرمان. دفع الفريق الباريسي مبلغ 20 مليون يورو مقابل انتقاله إلى باريس. بعد الاتفاق مع باريس سان جيرمان، تمت إعارة موسكاردو على الفور إلى كورينثيانز حتى يونيو 2024. في 21 أغسطس 2024، تم إعارة موسكاردو إلى نادي ريمس من الدوري الفرنسي لموسم 2024–25. عاد إلى باريس سان جيرمان في 10 يونيو 2025، وانضم إلى تشكيلة الفريق في كأس العالم للأندية 2025.

## مسيرته الدولية
في سبتمبر 2023، تم استدعاء موسكاردو إلى منتخب البرازيل تحت 23 عامًا لكرة القدم للمشاركة في مباريات ودية.

## إحصائيات
آخر تحديث 21 مايو 2025.
| النادي        | الموسم  | الدوري                       | الدوري | الدوري  | الكأس | الكأس   | أخرى | أخرى    | الإجمالي | الإجمالي |
| النادي        | الموسم  | القسم                        | لعب    | الأهداف | لعب   | الأهداف | لعب  | الأهداف | لعب      | الأهداف  |
| ------------- | ------- | ---------------------------- | ------ | ------- | ----- | ------- | ---- | ------- | -------- | -------- |
| كورينثيانز    | 2023    | دروي الدرجة الأولى           | 18     | 1       | 2     | 0       | 5    | 0       | 25       | 1        |
| كورينثيانز    | 2024    | دروي الدرجة الأولى           | 2      | 0       | 0     | 0       | 0    | 0       | 2        | 0        |
| كورينثيانز    | المجموع | المجموع                      | 20     | 1       | 2     | 0       | 5    | 0       | 27       | 1        |
| رايمس (إعارة) | 2024–25 | الدوري الفرنسي الدرجة الأولى | 6      | 0       | 3     | 1       | 1    | 0       | 10       | 1        |
| المجموع       | المجموع | المجموع                      | 26     | 1       | 5     | 1       | 6    | 0       | 37       | 2        |

1. ↑  ظهور واحد في كوبا ليبرتادوريس، أربع مباريات في كوبا سودأمريكانا
2. ↑  الظهور في مباريات الهبوط/الصعود في الدوري الفرنسي الأول

## الإنجازات
ستاد ريمس
- وصيف كأس فرنسا: 2024–25[11]

منتخب البرازيل تحت 20 عامًا
- بطولة أمريكا الجنوبية لكرة القدم للشباب: 2025